# Paracheilinus
Paracheilinus Fourmanoir, 1955 è un genere di pesci di acqua salata appartenenti alla famiglia Labridae. 

## Habitat e Distribuzione
Provengono dalle barriere coralline dell'oceano Indiano e dell'oceano Pacifico. Alcuni hanno areali abbastanza ristretti, come P. attenuatus, trovato soltanto alle Seychelles, mentre altri, come P. filamentosus, sono diffusi nelle zone tropicali di entrambi gli oceani.

## Tassonomia
Questo genere comprende 19 specie:
- Paracheilinus alfiani Allen, Erdmann & Yusmalinda, 2016
- Paracheilinus angulatus Randall & Lubbock, 1981
- Paracheilinus attenuatus Randall, 1999
- Paracheilinus bellae Randall, 1988
- Paracheilinus carpenteri Randall & Lubbock, 1981
- Paracheilinus cyaneus Kuiter & Allen, 1999
- Paracheilinus filamentosus Allen, 1974
- Paracheilinus flavianalis Kuiter & Allen, 1995
- Paracheilinus hemitaeniatus Randall & Harmelin-Vivien, 1977
- Paracheilinus lineopunctatus Randall & Lubbock, 1981
- Paracheilinus mccoskeri Randall & Harmelin-Vivien, 1977
- Paracheilinus nursalim Allen & Erdmann, 2008
- Paracheilinus octotaenia Fourmanoir in Roux-Estéve & Fourmanoir, 1955
- Paracheilinus paineorum Allen, Erdmann & Yusmalinda, 2016
- Paracheilinus piscilineatus  (Cornic, 1987)
- Paracheilinus rennyae Allen, Erdmann & Yusmalinda, 2013
- Paracheilinus rubricaudalis Randall & Allen, 2003
- Paracheilinus togeanensis Kuiter & Allen, 1995
- Paracheilinus walton Allen & Erdmann, 2006

## Conservazione
Nessuna delle specie di Paracheilinus è classificata come a rischio nella lista rossa IUCN; però P. carpenteri è stato segnalato come "dati insufficienti" (DD) perché nonostante non vi siano particolari minacce a parte a volte la pesca per l'acquariofilia è considerata una specie rara.